# クラップかしま
クラップかしまは、福島県南相馬市に所在する競輪場外車券売場。2021年7月29日、従来のサテライトかしまからリニューアルしオープンした。

## 概要
サテライトかしまとして1998年9月に開設された。当初の運営はエヌエヌオー情報企画株式会社であったが、2007年11月に花月園観光へ譲渡され、花月園観光により運営されていた。
2011年3月11日の東日本大震災では施設の一部が損傷を受けたが、内陸部に位置していたため壊滅的損壊は免れ、自衛隊などが近隣周辺の中継拠点として活用した。以降、震災の影響により2年間施設を休止していたが、2013年6月6日より再開された。
2021年7月29日、チャリ・ロトの運営のもとでクラップかしまとしてリニューアルオープンした。

## 発売スケジュール
いわき平競輪場など最大で日本全国8つの競輪場の車券が買える。
旧施設のサテライトかしまでは花月園観光に譲渡されてから2010年3月に花月園競輪場が廃止されるまで花月園競輪も中心に発売されていた。

## アクセス
- JR常磐線鹿島駅下車、徒歩約30分。車で約5分

以前は浪江駅、原ノ町駅方面へのシャトルバスが運行されていたが、再開後は休止している。

## 脚註
1. 1 2 3 4  競輪場外車券売り場オープン 福島県南相馬市鹿島区 福島民報、2021年7月29日閲覧。
2. ↑  読売新聞2011年3月22日
3. ↑  サテライトかしま（福島県）平成24年9月末までの発売中止決定について - KEIRIN.JP・2012年3月8日
4. ↑  サテライトかしま（福島県）平成25年3月末までの発売中止決定について - KEIRIN.JP・2012年9月27日